# Simis
Simis var ett dator- och TV-spelsutvecklingsföretag grundat av Jonathan Newth och Ian Baverstock 1989.
1995 gick Simis ihop med Eidos Technologies, Domark och Big Red Games för att bilda Eidos Interactive.
1998 hoppade Jonathan Newth och Ian Baverstock av företaget för att bilda Kuju Entertainment.

## Titlar från Simis
- Flight Sim Toolkit (1991)
- Super-VGA Harrier (1992)
- AV8B Harrier Assault (1992)
- Terracide (1997)
- Team Apache (1998)
- Xenocracy (1998)
- KA-52 Team Alligator (2000)